# 火線掏寶
《火線掏寶》（英語：War Dogs，前稱作）是一部於2016年上映的美國傳記犯罪戰爭喜劇片，由陶德·菲利普斯執導，並和史考特·巴德尼克、布萊德利·庫柏、布萊恩·祖里佛共同監製，而劇本則由菲利普斯、史蒂芬·欽、傑森·斯米洛維奇共同負責。電影改編自蓋·羅森在《滾石》上撰寫的文章《Arms and the Dudes》。由麥爾斯·泰勒和喬納·希爾分別飾演主角大衛·帕克歐茲與埃夫拉伊姆·迪瓦罗利，其他主演包括安娜·德哈瑪斯與J·B·布蘭克。
《火線掏寶》2016年8月19日在美國上映。

## 劇情
2005年，住在美國佛羅里達州邁阿密的按摩師大衛·帕克歐茲需要更多收入。為此，大衛砸下所有積蓄購買高級床單，打算將其賣給邁阿密的養老院，但沒有一間養老院肯買下這些床單。在朋友葬禮上，大衛遇見高中時期的朋友埃夫拉伊姆·迪瓦罗利。艾佛在幾年前搬到洛杉磯，與叔叔一同販賣槍枝。目前艾佛自行創辦了一家公司AEY，趁著伊拉克戰爭如火如荼地進行時，標下美國政府的小軍購案。這時，大衛的女友伊茲告訴大衛她懷孕了，於是大衛需要更多的收入來撫養即將出世的嬰兒。艾佛讓大衛加入AEY，但因伊茲反戰，大衛編了謊言騙她。
艾佛解釋說，所有軍購案都張貼在一個公共網站上，任何人皆可投標，而他們的生財手法就是找尋並標下大型承包商不會注意的小軍購案。儘管只是小軍購案，但仍能為他們帶來數百萬美元的利潤。當地的小企業主雷夫·史洛茨基協助AEY獲取資金，因為他誤認為AEY販售軍火是為了保衛以色列。
一次，大衛與艾佛標下一筆軍購案——提供數千支貝瑞塔手槍給巴格達的伊拉克警察。這筆交易對他們而言相當重要。然而，義大利的法規禁止將貨物運往伊拉克，於是艾佛試圖將槍枝運往約旦，但卻被扣留。就在此時，伊茲得知了他們真正在做的生意，讓她感到不安。大衛與艾佛不得不前往約旦，要他們放行槍枝。若無法完成該筆軍購案，他們會被列入黑名單。
在約旦，艾佛試圖透過賄賂來取得通行證，但若親自將槍枝運過去便無需通行證。兩人找了一名司機，將槍枝裝上卡車，前往伊拉克。儘管路途上遇到攔檢及叛亂分子，但最終仍安全抵達伊拉克的軍事基地。桑托斯上尉對兩人讚譽有加，並將錢給了他們。
此後，AEY接下的軍購案規模越來越大，辦公室也擴建得更大，甚至雇了員工。這時，大衛與伊茲的女兒艾拉誕生了。然而，兩人為了接下一筆AEY成立以來最大的軍購案，開始仿造公司的財政紀錄。該筆軍購案價值3億美元，內容包含1億多發AK-47子彈。AEY湊不齊如此龐大的軍火。幸運的是，他們與傳奇軍火商亨利·傑拉德碰面。亨利能以低價取得阿爾巴尼亞的大量軍火。亨利被列在美國政府的黑名單上，只能與AEY合作。但大衛不太想與亨利合作。
最後，兩人得標。但艾佛在得知AEY的標價比其他競標者低了5,300萬美元後相當崩潰。與此同時，伊茲對大衛一連串的謊言而感到失望，決定帶著艾拉搬去與她母親一起住。在阿爾巴尼亞準備裝運時，大衛發現那批子彈都是中國貨。美國禁用中國的子彈。艾佛提出了重新包裝的想法，對外宣稱是想減輕重量以減少運費（此舉的確省去了300萬美元的運費）。然而，艾佛在重新包裝及發貨地同時發現，亨利耍了他們。亨利以1發子彈2.5美分的價錢買進，AEY卻花了10美分。艾佛打算把亨利攆出交易。大衛不准艾佛亂搞，艾佛表面上同意，但背地裡毀了兩人的合約書，並繼續他的計劃——打倒亨利。
亨利綁架並毆打大衛，並用槍抵著他。他們在離開前再揍了大衛一下。大衛也開始懷疑，他的司機巴斯金是否已死亡。大衛得知，艾佛並未支付負責重新包裝子彈的阿爾巴尼亞人恩維爾錢。他回到邁阿密，對艾佛表示他洗手不幹了，並要他立即支付說好的400萬美元。但合約已毀，大衛氣急敗壞。大衛回去當按摩師，並說服伊茲回來，告訴她有關AEY的全數真相。數週後，大衛透過雷夫與艾佛會面。艾佛僅提供20萬美元的遣散費，對此，大衛威脅艾佛要公開他們的違法行為。
不久後，沒收到錢的恩維爾向美國政府告密。聯邦調查局（FBI）逮捕了雷夫，雷夫向他們招出了一切事情。大衛與艾佛被捕。艾佛因諸多罪名而被關4年，大衛因認罪而僅被軟禁7個月。
數個月後，大衛與亨利碰面，亨利對阿爾巴尼亞的綁架事件表達了歉意，聲稱他收到了不準確的消息，同時也謝謝大衛沒有在證詞中提到他。大衛開始詢問有關交易的事，如巴金斯是生是死。亨利拿出一堆錢，請求大衛打住這個問題。電影在大衛做出決定前結束。

## 演員
- 麥爾斯·泰勒飾演大衛·帕克歐茲（英语：David Packouz）
- 喬納·希爾飾演埃夫拉伊姆·迪瓦罗利（英语：Efraim Diveroli）
- 安娜·德哈瑪斯飾演艾茲（Iz）
- J·B·布蘭克（英语：J. B. Blanc）飾演巴許基姆（Bashkim）
- 布萊德利·庫柏飾演亨利（Henry）
- 貝瑞·利文斯頓（英语：Barry Livingston）飾演軍隊官僚

## 發行
華納兄弟最初將電影排定2016年3月11日在美國上映，後於2015年11月，上映日延遲至2016年8月19日。

### 評價
爛番茄新鮮度60%，基於179條評論，平均分為6/10，Metacritic得分57，評價兩極但正面偏多。

### 票房
在美國，電影於2016年8月19日上映，與《賓漢》、《酷寶：魔弦傳說》，並預計於首映週末從3100間戲院中得到1200萬至1500萬美元的票房。在美國首映週末，電影獲得1430萬美元的票房，名列第三並成為新片中的冠軍。

## 外部連結
- 官方网站
- 互联网电影数据库（IMDb）上《火線掏寶》的资料（英文）
- Box Office Mojo上《火線掏寶》的資料（英文）
- 爛番茄上《火線掏寶》的資料（英文）
- Metacritic上《火線掏寶》的資料（英文）
- 開眼電影網上《火線掏寶》的資料（繁體中文）
- Yahoo奇摩電影上《火線掏寶》的資料（繁體中文）